# Кудлаївська сільська рада (Новгород-Сіверський район)
Кудлаї́вська сільська́ ра́да — адміністративно-територіальна одиниця та орган місцевого самоврядування в Новгород-Сіверському районі Чернігівської області. Адміністративний центр — село Кудлаївка.

## Загальні відомості
Кудлаївська сільська рада утворена у 1930-і роки.
- Територія ради: 54,298 км²
- Населення ради: 614 особи (станом на 2001 рік)

## Населені пункти
Сільській раді були підпорядковані населені пункти:
- с. Кудлаївка
- с. Гнатівка

## Склад ради
Рада складалася з 12 депутатів та голови.
- Голова ради: Поступайло Катерина Олександрівна
- Секретар ради: Внукова Тетяна Михайлівна

### Керівний склад попередніх скликань
| Прізвище, ім'я, по батькові       | Основні відомості                                                         | Дата обрання | Дата звільнення |
| --------------------------------- | ------------------------------------------------------------------------- | ------------ | --------------- |
| Поступайло Катерина Олександрівна | Сільський голова, 1960 року народження, освіта вища                       | 26.03.2006   | 31.10.2010      |
| Поступайло Катерина Олександрівна | Сільський голова, 1960 року народження, освіта вища, член Партії регіонів | 31.10.2010   |                 |

Примітка: таблиця складена за даними сайту Верховної Ради України

### Депутати
За результатами місцевих виборів 2010 року депутатами ради стали:

#### За суб'єктами висування
| Суб'єкт висування | Кількість обраних депутатів | %    |
| ----------------- | --------------------------- | ---- |
| Партія регіонів   | 11                          | 91,7 |
| Самовисування     | 1                           | 8,3  |

#### За округами
| № округу        | Прізвище, ім'я, по батькові     | Дата визнання обраним | Освіта  | Партійна приналежність | Відомості про обраного депутата                                                                     |
| --------------- | ------------------------------- | --------------------- | ------- | ---------------------- | --------------------------------------------------------------------------------------------------- |
| Партія регіонів |                                 |                       |         |                        | |
| 1               | Пшеничний Юрій Ісаакович        | 03.11.2010            | середня | член Партії регіонів   | тимчасово не працює                                                                                 |
| 2               | Блоха Микола Петрович           | 03.11.2010            | середня | член Партії регіонів   | ВАТ «Чернігівобленерго», електрик                                                                   |
| 3               | Малай Сергій Мхайлович          | 03.11.2010            | середня | член Партії регіонів   | ТОВ «Авангард», шофер                                                                               |
| 4               | Криса Ольга Григорівна          | 03.11.2010            | вища    | член Партії регіонів   | пенсіонер                                                                                           |
| 6               | Внукова Тетяна Михайлівна       | 03.11.2010            | вища    | член Партії регіонів   | Кудлаївська сільська рада, секретар                                                                 |
| 7               | Радченко Петро Іванович         | 03.11.2010            | середня | член Партії регіонів   | ТОВ «Авангард», різноробочий                                                                        |
| 8               | Сухицька Наталія Олександрівна  | 03.11.2010            | вища    | член Партії регіонів   | ЧП Дряєва, продавець                                                                                |
| 9               | Кисіль Надія Олексіївна         | 03.11.2010            | вища    | член Партії регіонів   | Кудлаївська сільська рада, бухгалтер                                                                |
| 10              | Маджуга Надія Михайлівна        | 03.11.2010            | вища    | член Партії регіонів   | Горбівська ветдільниця, ветеринарний лікар                                                          |
| 11              | Тимошенко Наталія Володимирівна | 03.11.2010            | середня | член Партії регіонів   | Новгород-Сіверський ТЦ соціального обслуговування (надання соціальних послуг), соціальний працівник |
| 12              | Редько Людмила Миколаївна       | 03.11.2010            | середня | член Партії регіонів   | Дігтярівське сільське споживче товариство, продавець                                                |
| Самовисування   |                                 |                       |         |                        | |
| 5               | Свириденко Софія Калюсівна      | 03.11.2010            | вища    | позапартійна           | Дігтярвське сільське споживче товариство, продавець                                                 |